# Dantas Barreto
Emygdio Dantas Barreto (Bom Conselho, 22 de março de 1850 — Rio de Janeiro, 8 de março de 1931) foi um militar e político brasileiro. Foi ministro da guerra  no governo de Hermes da Fonseca.

## Biografia
Nascido na cidade pernambucana de Bom Conselho, é filho de Manoel Joaquim Moura Barreto e sua esposa, Dona Antônia Dantas Barreto. Na escrita de sua época, seu nome era grafado como "Emygdio", porém atualmente, após sua morte, seu nome começou a ser grafado incorretamente como "Emídio".
Muito jovem, assentou-se praça no exército, durante os eventos militares da Guerra do Paraguai, serviu desde 3 de Setembro de 1866 até os idos de 1870. Durante a Batalha de Itororó, sendo na época um alferes, foi condecorado por sua bravura e por sua efetividade na batalha com o mérito militar e o hábito da Imperial Ordem da Rosa.
Após a guerra, foi convocado para o 3º Batalhão de Infantaria e partiu para o Rio Grande do Sul.
Em 1897, participou da Guerra de Canudos, no posto de tenente-coronel. Registrou suas experiências da guerra no livro Última Expedição a Canudos, lançado no ano seguinte, sendo um dos primeiros a publicar um livro sobre esta campanha. Em 1905 publicou um segundo livro sobre a mesma guerra, intitulado Acidentes da Guerra.

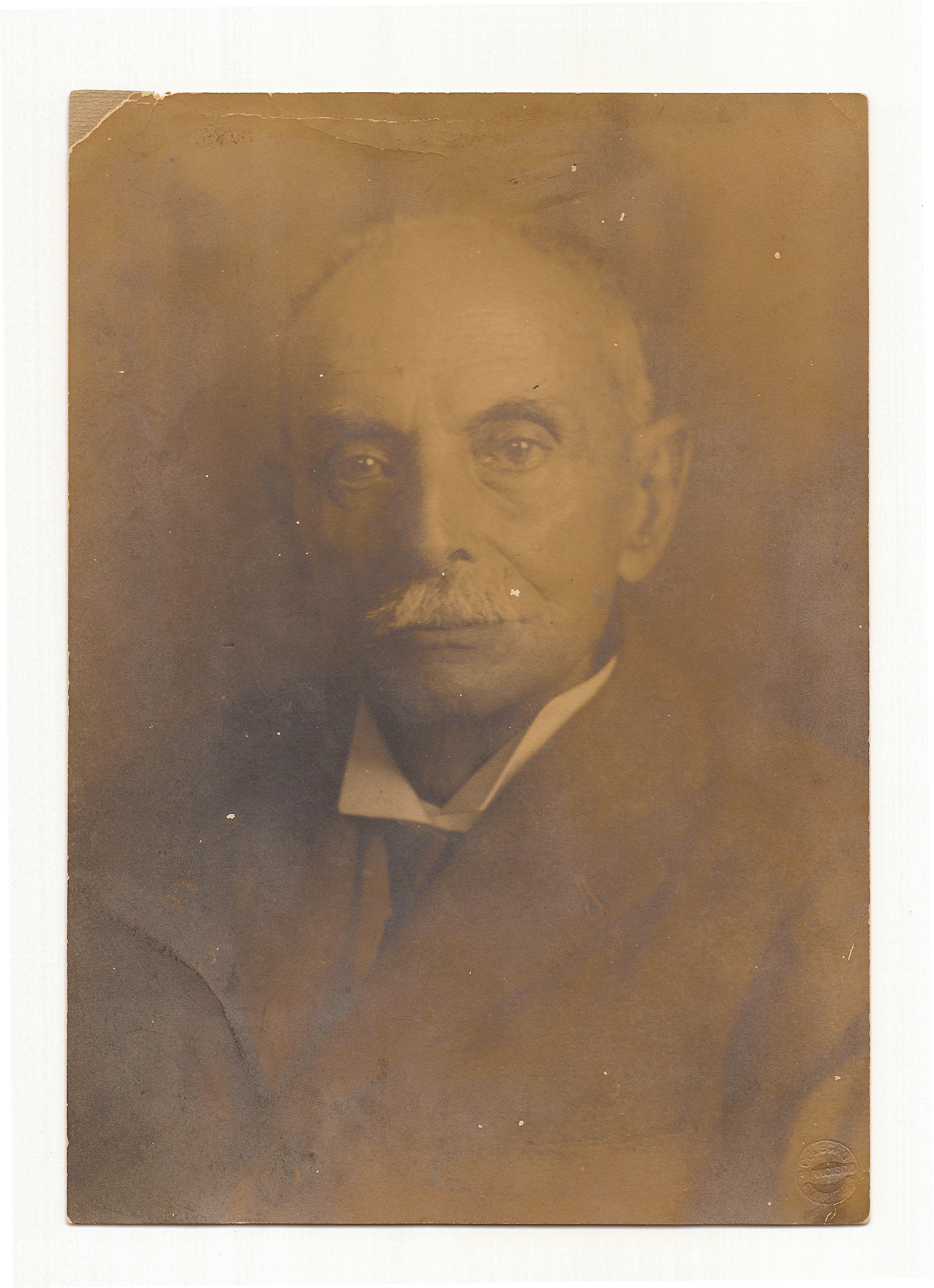
Emygdio Dantas Barreto, general e presidente de Pernambuco

Em 1906 comandou uma expedição a Mato Grosso para resgatar o presidente do estado, Antônio Pais de Barros, que estava em conflito armado com a oposição. Quando chegou a Corumbá, embarcado em navios da Marinha, descobriu que as comunicações telegráficas estavam cortadas, os navios eram grandes demais para prosseguir a viagem e todos os navios menores já haviam sido confiscados pela oposição. Quando enfim chegou a Cuiabá, em 17 de julho, Pais de Barros estava morto e a vitória da oposição era fato consumado.
Durante o governo de Hermes da Fonseca, exerceu o cargo de ministro da Guerra, no período de 15 de novembro de 1910 a 12 de setembro de 1911.
Durante sua gestão ocorreram graves perturbações na ordem militar e civil: primeiro, a chamada Revolta da Chibata, quando os marinheiros das principais embarcações promoveram o motim, contra os castigos físicos ainda aplicados na Marinha, já no começo do governo (1910), quando a própria capital do país, então o Rio de Janeiro, foi ameaçada de bombardeio.
Estas questões resolveu o governo anistiando os envolvidos. Entretanto, a dezembro deste mesmo ano, nova revolta eclode entre os fuzileiros lotados na Ilha das Cobras, desta feita promovendo o general uma punição excessivamente severa.
Durante a sua administração também ocorre o levante do Contestado, uma região disputada pelos estados do Paraná e Santa Catarina, onde João Maria, a exemplo do Antônio Conselheiro em Canudos, desafia o poder Federal. Diversas expedições são para lá enviadas, não logrando sucesso algum, que ocorreu com a expedição de Fernando Setembrino de Carvalho no governo seguinte de Venceslau Brás.
Foi governador de Pernambuco, de 19 de dezembro de 1911 a 18 de dezembro de 1915, e senador da República.
Além da carreira militar e política, Dantas Barreto redigiu obras científicas, estudos militares e romances históricos, deixando extensas informações sobre campanhas militares do seu período.
Imigrou, para a então capital do Brasil, o Rio de Janeiro, onde viveria até o final de sua vida. Nesta época, já havia sido promovido para o posto de Marechal de Exército. Faleceu em sua residência às quatro horas da tarde na rua Copacabana, número 649, aos 81 anos de idade, no qual seu atestado de óbito foi firmado pelo Doutor Annibal Pereira, dando como causa mortis uma hipertrofia na próstata e pielonefrite aguda. Deixou viúva sua esposa Demétria Dantas Barreto. Foi sepultado no Cemitério São João Baptista na mesma cidade.

## Obras
- Margarida Nobre: A poesia do Século XIX.
- Expedição do Mato Grosso